# Abschied von den Eltern
Abschied von den Eltern ist eine im Jahr 1961 erschienene autobiographische Erzählung und eines der Hauptwerke von Peter Weiss. Anlass des Textes war die durch den Tod von Weiss' Mutter im Dezember 1958 und seines Vaters im März 1959 ausgelöste „Erkenntnis eines gänzlich mißglückten Versuchs von Zusammenleben, in dem die Mitglieder einer Familie ein paar Jahrzehnte lang beieinander ausgeharrt hatten“.

## Inhalt
Die Erzählung beginnt mit einem Bericht über den Tod der Eltern, der den Anlass für die Rekapitulation der Kindheit und Jugend des Ich-Erzählers bildet. Von frühester Jugend an hat sich der Erzähler als Außenseiter empfunden. Als prägend erweist sich vor allem die spannungsreiche Vater-Sohn-Beziehung: „Die nie ermüdende Tatkraft des Vaters lähmt die Aktivität des verträumten, sensiblen Jungen. Er kann sich zu keinem praktischen Beruf entschließen, scheitert als Lehrling in einem Warenhaus und als Volontär im väterlichen Kontor.“ Der Erzähler möchte Künstler werden. Doch selbst „der Besuch der Kunstakademie beweist […] nur seine Unfähigkeit, aus eigener Kraft zu leben.“ Nach seiner Rückkehr in das Haus der Eltern, die nach Schweden emigriert waren, durchleidet der Erzähler eine Lebenskrise und verfällt in einen „Zustand der Umnachtung“. In Schweden arbeitet er zwei weitere Jahre lang als Laborant, bevor ihn eine Vision zum Fortgehen veranlasst.

## Literarische Form
Obwohl ohne Absätze und scheinbar ohne Unterbrechung niedergeschrieben, „lässt die Erzählung vom ersten Satz an erkennen, dass sie […] nicht erst eine Klärung der Situation herbeiführen soll, sondern bereits das souverän formulierte Ergebnis eines vorausgegangenen inneren Bewältigungsprozesses ist.“ Der Ich-Erzähler greift dabei Arnd Beise zufolge auf ein regelmäßig wiederholtes Erzählschema zurück: „In der Regel nähert sich der Erzähler dabei einem thematischen Block durch einen assoziativen Übergang, überlässt sich dann distanzlos der Erinnerung einzelner Ereignisse, bevor er die Sequenz mit einem Resümee, einer Reflexion des Berichteten oder seiner Kontextualisierung abschließt […].“ Durch die Technik der Verknüpfung präziser Erinnerungsbilder mit Passagen nachgeholter Reflexion erzielt Peter Weiss eine narrative Verdichtung, die der Kindheits- und Jugendgeschichte über den individuellen Fall hinaus exemplarischen Charakter verleiht.

## Hörfunk- und Filmbearbeitung
Eine 292-minütige Hörfunkfassung der Erzählung Abschied von den Eltern produzierte Hörspielregisseur Karl Bruckmaier für den Bayerischen Rundfunk im Jahr 2013. Sprecher war Robert Stadlober. Die Ursendetermine der dreiteiligen, ungekürzten Audiofassung waren der 12., 19. und 26. April 2013 (Bayern 2).
Mit dem Beitrag Abschied von den Eltern nach Weiss‘ autobiografischer Erzählung debütierte die gebürtige Österreicherin Astrid Johanna Ofner beim Locarno Festival am 10. August 2017 als Spielfilmregisseurin.

## Ausgaben
- Peter Weiss: Abschied von den Eltern. Erzählung. Suhrkamp, Frankfurt am Main 1961.
- Peter Weiss: Abschied von den Eltern. Philipp Reclam jun., Leipzig 1980. (Bibliophile Ausgabe als Leporello.)
- Peter Weiss: Abschied von den Eltern. Erzählung (= Suhrkamp BasisBibliothek. 77). 7. Auflage. Suhrkamp, Frankfurt am Main 2007, ISBN 978-3-518-01700-5 (kommentiert von Axel Schmolke).